# Christophe Rocancourt
« Rocancourt » redirige ici. Pour l’article homophone, voir Rocquencourt.
Christophe Rocancourt, né le 16 juillet 1967 à Honfleur (Calvados), est un escroc français.
En 2000, il accède à la notoriété lors de son incarcération aux États-Unis, pays où il avait extorqué de l'argent à diverses personnalités, certaines célèbres (comme Mickey Rourke ou Michel Polnareff), en utilisant une douzaine de fausses identités, notamment en se faisant passer pour un producteur de cinéma.
Auteur d'un livre autobiographique à succès, il rentre en France après sa libération en octobre 2005 et bénéficie d'un statut de célébrité médiatique.
En 2012, il est condamné pour abus de faiblesse sur la cinéaste Catherine Breillat ; en 2014, il est écroué dans le cadre d'une nouvelle affaire. En février 2015, il est mis en examen dans le cadre de l'affaire du vol de cocaïne au siège de la police judiciaire de Paris.
En 2024, le biopic officiel Rocancourt, Le Film réalisé et produit par David Serero, retrace toute son histoire. Le film est présenté au Festival de Cannes de 2024,,,.

## Biographie

### Enfance
Note : Les éléments de vie donnés ci-après proviennent en partie des écrits autobiographiques de Christophe Rocancourt ; ils sont donc à prendre avec précaution.
Christophe Rocancourt naît à Honfleur en Normandie. Selon lui, son père, Daniel Rocancourt, initialement peintre en bâtiment, est chômeur et alcoolique chronique : boxeur raté, il fait des combats dans les bars pour se faire payer à boire. Il a rencontré Annick Villers, une jeune prostituée de 17 ans, et l'a épousée un mois avant la naissance de leur fils Christophe. Avec sa sœur Angelina, il vit une enfance malheureuse, assistant régulièrement à des séparations et des scènes de violence entre ses parents.
Deux ans après sa naissance, le couple se sépare après la mort de sa deuxième sœur, durant l'accouchement. Selon ses oncles, son père, ayant découvert que sa mère le trompait, décide de partir chercher du travail en Belgique. Sa mère aurait abandonné Christophe et sa petite sœur lorsqu'il avait 5 ans, les laissant à ses parents. Elle serait même partie en claquant la porte de la voiture sur son doigt d'enfant, le sectionnant sans même se retourner.
À cinq ans, son père revient de Belgique et reprend son fils. Mais sa nouvelle concubine, la sœur d'Annick, l'abandonne également deux ans plus tard. Lorsque la compagne suivante de son père le rejette également, Daniel prend la décision de le placer à l'orphelinat de Saint-Germain-Village en octobre 1976 , à neuf ans. Une étude psychologique de l'époque montre que Christophe veut à tout prix rejoindre son père mais que cela est impossible. Attiré par Dieu, il devient enfant de chœur mais dérobe l'argent de la quête pour la redistribuer en bonbons à ses copains de la Ddass.
À douze ans, il est placé dans une famille d'accueil habitant Le Neubourg. Son père adoptif est un militaire qui tente en vain de le discipliner. Son oncle Joël se souvient que Christophe fugue deux ou trois fois et qu'à dix-sept ans il monte sur Paris, lui annonçant : « Mon oncle, je vais devenir quelqu'un d'important ». Fréquentant des étudiants parisiens de bonne famille, le sans-le-sou « pique des bouquins de Nietzsche et de Kant à la librairie, entre Le Flore et Les Deux Magots » à Saint-Germain-des-Prés, et rattrape un peu sa scolarité faiblarde.
Au début des années 80, Christophe vient régulièrement (vacances scolaires, week-ends...) au Bec-Hellouin.
Sans relation, ni argent, le jeune homme erre des semaines entières dans les rues de Paris, fréquentant des prostituées qui lui offrent parfois un repas. Il se nourrit en mangeant directement dans les magasins, et chaparde des livres dans les librairies pour s'occuper. Sa plus grande crainte de l'époque est d'être agressé pendant son sommeil. Un jour, à la station de métro Châtelet - Les Halles, il fait la rencontre de Gérard Siad, aujourd'hui président du SNEG (Syndicat national des entreprises gaies & co), et se lie d'amitié avec lui. Celui-ci l’hébergera et l'aidera dans ses premiers pas parisiens, lui faisant également découvrir le monde de la nuit.
En janvier 2010, dans un article de Voici, Joël Rocancourt, l'oncle de Christophe, affirme que sa sœur n'a jamais été prostituée, que le père de Christophe n'était pas alcoolique. Il ajoute également que Christophe a inventé cette histoire de doigt coupé lors d'un abandon, et que tout ce qu'il raconte sur sa vie n'est que mensonge.
En mars 2010, au cours d'une émission qui lui est consacrée par la chaîne W9, un éducateur qui l'avait côtoyé lors de ses passages en foyer explique que Rocancourt a usé très tôt de sa facilité à mentir pour se sortir de situations compromettantes, mais qu'il lui semble clair que cela ne s'apparente pas à de la mythomanie car « il ne croyait pas lui-même aux mensonges qu'il racontait ». Il ajoute qu'il était souvent impliqué dans de petites affaires de vol et de recel avec les autres pensionnaires des foyers d'accueil.[réf. souhaitée]

### Vie à Paris
Son ami Gérard l'emmène dans des soirées mondaines, Rocancourt est alors, comme il dit, « son animal de compagnie ». Il ne paie jamais rien, mais veut gagner son propre argent. Il commence à extorquer des sommes de plus en plus importantes à son entourage en montant divers types d'escroquerie, en commençant par émettre des chèques sans provision.
En 1987, il monte sa première arnaque en vendant un immeuble qui appartient au père de sa petite amie Marie-Estelle, préfet de Guyane, pour plus d'un million de francs.
Le 16 juin 1989, il est condamné à 2 ans de prison ferme pour un trafic de fausse monnaie. À sa sortie de prison, au début de l'année 1991, il escroque une riche commerçante en lui « empruntant » 1,2 million de francs français pour dit-il, éponger des dettes de jeux qui mettent sa vie en danger. Elle tombe dans le piège lorsqu'il lui présente comme garantie un acte de propriété d'un immeuble d'une valeur de 43 millions de francs français qu'il a fabriqué lui-même, en modifiant des documents trouvés dans la poubelle du père notaire d'un de ses amis.
La supercherie sera découverte et le jeune homme, en état de récidive légale d'escroquerie, est condamné à un an de prison ferme quelques mois plus tard. Pour ne pas retourner une sixième fois en prison, Rocancourt prend la fuite pour Los Angeles. Il effectuera cette peine en 1994.

### Exil aux États-Unis

#### Californie
Arrivé en 1991 aux États-Unis sur la Côte Ouest, Christophe Rocancourt se fait passer tour à tour pour un ex-champion de boxe, un producteur de film, le fils de Dino De Laurentiis ou de Sophia Loren ou le neveu d'Oscar de la Renta.
Il ne choisit pas ces personnes au hasard, se documentant sur leur vie, dévorant les biographies. Il remarque par exemple que la vie de De Laurentiis comporte plusieurs périodes mal connues du public, et qui sont donc propices à ses mensonges. Il enchaîne ce qu'il appelle « les affaires », ce qui lui fait gagner énormément d'argent.

##### Rencontre avec Charles Glenn
Arrivé aux États-Unis en jean et baskets, sans connaître un mot d'anglais, Rocancourt vit d'abord seul dans un petit motel à Los Angeles. « Je prends deux Bibles, en français et en anglais, et je commence à apprendre ».
Puis, il repère le point de rencontre de nombreux Français installés à Los Angeles : le Café Maurice. Là, il fait la connaissance de Charles Glenn, ex-couturier français au carnet d'adresses bien rempli et qui attise la convoitise de Rocancourt. Le jour de leur rencontre, Rocancourt se présente comme un boxeur venu faire un combat à Los Angeles le soir même. Il lui demande de le conduire à la salle où doit avoir lieu la rencontre. Mais une fois descendu de voiture, il fait mine de recevoir un appel sur son téléphone portable, et simule une conversation. Après avoir « raccroché », il revient vers Glenn, qui l'attend, en lui annonçant que son challenger a déclaré forfait. De retour au Café Maurice, et avant de pénétrer dans l'établissement, Rocancourt demande à Glenn d'annoncer à leur table d'amis qu'il a gagné le combat par KO au premier round. Surpris, Glenn croit qu'il s'agit d'une plaisanterie. Mais Rocancourt lui propose 500 $ pour faire cette annonce, ce que Glenn accepte.
Charles Glenn décrit par la suite Christophe Rocancourt comme un homme « d'une rare inintelligence. Il n'était rien. Je l'ai éduqué, présenté au Tout-Hollywood par amitié. Aujourd'hui, il prétend que je l'ai trahi. C'est lui qui a trahi ma confiance. C'est le roi du mensonge. L'honneur, il ne connaît pas. Il aurait vendu père et mère pour arriver à ses fins. »
Glenn déclare également : « Dès qu'il y avait un photographe, Christopher jetait des liasses de billets à la vue de tout le monde. Mais il ne donnait pas un dollar pour garer la voiture s'il n'y avait personne pour le voir. Il n'est pas Robin des Bois. Il abusait tout le monde. C'est un type malsain ».

##### Escroquerie sur Pierre Lange
À cette époque, Rocancourt « emprunte la villa » d'un ami pendant un mois, en lui faisant croire qu'il va l'acheter. Par l'intermédiaire de Charles Glenn, il rencontre Pierre Lange, un décorateur français installé à Los Angeles.
Il lui demande tout d'abord s'il peut venir s'entraîner chez lui afin de préparer ses prochains combats de boxe. Au cours d'une interview, Lange explique l'avoir aidé à acheter du matériel de musculation qu'ils ont installé à proximité de la piscine. Puis, Lange confie à Rocancourt que des ennuis financiers le contraignent à vendre les maisons qu'il possède à Los Angeles et au Portugal. Rocancourt lui répond qu'il est intéressé par l'achat de celles-ci. Lange accepte de les lui vendre. Pour cela, Rocancourt lui demande de se rendre en Suisse (par un vol en première classe payé par Rocancourt) afin d'ouvrir un compte en banque sur lequel l'argent lui serait versé.
Au bout de deux semaines sans recevoir les fonds, Lange recontacte Rocancourt qui lui demande, cette fois-ci, de se rendre au Portugal et de procéder aux mêmes formalités bancaires. Au bout d'un mois et demi, Lange réalise la supercherie et rentre à Los Angeles. À son retour, Rocancourt, dont la stratégie n'avait pour but que d'éloigner le propriétaire des lieux pour mieux s'installer chez lui et profiter de cette vitrine, avait disparu. Pendant ce temps, ayant fait croire à tous qu'il est champion de boxe, il s'entraîne, et organise des soirées au cours desquelles le champagne coule à flots.

##### Poursuite dans l'escroquerie
Rocancourt loge ensuite dans de somptueuses villas de Bel Air (quartier le plus huppé situé dans les hauteurs de la ville) et vit un temps chez Mickey Rourke, pour finalement s'installer au tout dernier étage du Beverly Wilshire Hotel (le plus prestigieux palace de Los Angeles, où a été tourné le film Pretty Woman), pour mieux appâter ses victimes. Il profite du chantier de rénovation de cet étage de l'hôtel pour négocier avec son directeur une location à moindre frais. Le premier objet visible dans ses appartements était un portrait de Michael Jackson dédicacé à Rocancourt (authenticité non vérifiée). À cette époque, il fait croire à Jean-Claude Van Damme qu'il va produire son prochain film.
Dépensant sans compter dans des soirées, des voyages en jet privé, des véhicules de prestige, du champagne grand cru accompagné de très belles femmes, il bluffe alors tout le monde. Mickey Rourke est son meilleur ami durant cette période. Ils vont jusqu'à s'embrasser sur la bouche devant les photographes afin de faire la une d'un grand magazine homosexuel. Il a un fils, nommé Zeus, avec Pia Reyes (en), playmate de novembre 1988. Selon la presse, il vit en même temps pendant six mois avec le modèle Playboy Rhonda Rydell. Rocancourt a aussi prétendu être le fils d'une comtesse française.

#### Départ vers la Côte Est
On retrouve Rocancourt en 2000 à New York où, pendant six mois il va tenter de se faire passer pour un héritier de la famille Rockefeller.
Il escroque 14 000 $ à une masseuse du nom de Corine Eeltink. C'est d'ailleurs par l'intermédiaire de cette dernière qu'il rencontre celui qui va le démasquer : le peintre Gines Serran Pagan. Ce dernier commence à avoir de sérieux doutes lorsque Rocancourt confond un simple vin de table californien avec un grand cru bordelais. Pour amuser ses propres amis, Serran Pagan décide de monter un piège, en organisant un dîner avec de soi-disant riches héritiers. Une de ses amies d'origine japonaise doit jouer le rôle de la fille du président de Sony.
Lors du dîner, Rocancourt passe son temps à essayer de leur en mettre plein la vue, en mentant éhontément. Il raconte par exemple qu'il connaît bien les Clinton, ou qu'il possède des hélicoptères ainsi que des yachts à Saint-Tropez. Mais les amis de Serran Pagan remarquent surtout ses mauvaises manières (« Il avait sans cesse les coudes sur la table » dira Sophia Eftimiades). À la fin du dîner, les invités n'ont plus aucun doute : Rocancourt est un affabulateur. Pourtant, personne ne prévient la police : s'il leur paraît évident qu'il ment et s'invente des vies, les convives n'imaginent pas une seule seconde que des gens puissent le croire et lui donner de l'argent. Pour Sophia Eftimiades, « il a sans doute cru que les gens goberaient facilement ses histoires, mais ici les gens sont beaucoup moins crédules qu'en Californie ».
En 2000, il est arrêté dans les Hamptons pour une note d'hôtel de près de 6 000 $ impayée. Il est libéré sous caution, avec interdiction de quitter East Hampton pendant deux semaines. Mais, à peine remis en liberté, il prend la fuite vers le Canada.
Dans un reportage de Thomas Johnson, Charles Glenn, son ex-ami, se remémore le jour où il l'a vu appeler George Mueller, le policier californien qui s'occupait de son dossier : « Quand je l'ai entendu menacer le policier, sa femme et ses enfants — parce que c'est ça que ça voulait dire —, j'ai compris que Rocancourt était fou, fou furieux. »
Rocancourt finit par être démasqué et doit s'enfuir, le FBI et Interpol le surveillant de près. Cette cavale dure près de deux ans. Il finit quand même par être arrêté, le 26 avril 2001 au Canada.

### La prison
Entre 18 et 24 ans, Christophe Rocancourt passe 3 ans et 6 mois derrière les barreaux en France, le tout étalé sur cinq condamnations (la plus grosse peine étant de 2 ans le 16 juin 1989 pour trafic de fausse monnaie), puis purge une peine de 18 mois à Los Angeles en 1994.
En 1998, il est emprisonné six mois dans cette même ville pour possession d'arme, avant d'être extradé vers la Suisse où il effectue une peine de six mois d'emprisonnement dans l'affaire du braquage d'une bijouterie, avant que les autorités ne concluent sur un non-lieu. La Suisse le remet ensuite aux autorités françaises, qui le condamnent dans l'affaire de la fausse vente d'un immeuble ; il passe à nouveau un an en prison.
Une fois sa peine purgée, il retourne aux États-Unis après deux ans d'absence. Il finit par se retrouver à Vancouver au Canada où il se fait passer pour « Michael Van Hoven », un ancien pilote de Formule 1 et homme d'affaires suisse.
Sa principale victime canadienne est Robert Baldock, un homme d'affaires et inventeur, qui le fait vivre pendant un mois dans un palace d'une station de ski huppée, lui offre une montre suisse et un ordinateur portable en attendant une prétendue transaction qui n'arrivera jamais. L'homme d'affaires porte plainte et Rocancourt est identifié. La police canadienne l'appréhende finalement en Colombie-Britannique le 26 avril 2001 en compagnie de sa femme Pia Reyes (en). Cette dernière est finalement relâchée lorsqu'elle parvient à prouver son innocence dans les activités frauduleuses de son mari.
En 2000, Rocancourt est condamné à cinq ans de prison ferme.
Après un séjour d'un an et demi dans une prison canadienne pour usurpation d'identité, il est extradé aux États-Unis en mars 2002 où il effectue le reste de sa peine pour vol, contrebande, parjure, fraude, faux et usage de faux passeport, détention illégale d'arme à feu et délit de fuite. Il est aussi interdit de séjour en Suisse jusqu'en 2016, du fait de son implication supposée dans un braquage d'une bijouterie.
Il doit encore plus d'un million de dollars aux différentes personnes qui ont porté plainte contre lui aux États-Unis et, notamment le chanteur Michel Polnareff, la seule célébrité victime de Rocancourt, qui déclare : « Les médias sont très responsables d'avoir représenté ce personnage comme un romantique Robin des Bois moderne qui aurait soi-disant remboursé ses victimes. Il n'en est évidemment rien. Il n'est qu'un minable profitant des moments de faiblesse de ses proies. What's next? Voler les sacs des vieilles dames dans le métro ? »
Dans une interview en 2010 pour TV Mag, Rocancourt déclare : « J'ai le regret d'avoir passé autant de temps derrière les barreaux. Je ne conseille à personne de suivre mon parcours. Parfois, des jeunes viennent me dire : je suis comme toi. Je leur réponds : très bien, prends-toi le mur d'en face, ça ira plus vite. ».

### Retour en France
Après sa libération en octobre 2005, Christophe Rocancourt rentre en France. En 2002 et 2006, il fait paraître deux livres autobiographiques. Les droits de son premier livre sont achetés pour un million d'euros.
Par la suite, quelques personnes portent plainte contre lui et obtiennent gain de cause, dont Michel Polnareff, qui déclare s'être fait extorquer 250 000 dollars par Rocancourt. Ce dernier dit à son sujet : « Pour qu'on vous vole 250 000 €, il faut les avoir », avant de déclarer dans une autre interview : « Lui oui, je l’ai arnaqué et je ne le regrette pas ! […] J’ai craqué 300 000 € en jetons. Il m’en a donné pour 250 000 € et je ne les lui ai jamais rendus ».
Entre 2005 et 2008, il vit à Paris avec l'actrice et ex-miss France Sonia Rolland. De leur union naît une petite fille, Tess. Le couple annonce sa séparation le 10 avril 2008.

### Affaire Catherine Breillat
Christophe Rocancourt prépare ensuite un film avec la réalisatrice Catherine Breillat, qui devait s'intituler Bad love, et dont il devait tenir la vedette aux côtés de Naomi Campbell mais, en juillet 2009, la presse relaie l'information selon laquelle la réalisatrice, à moitié paralysée à la suite d'un accident vasculaire cérébral en 2005 et prenant beaucoup de médicaments, accuse Christophe Rocancourt d'avoir profité de sa faiblesse psychologique et physique pour lui soutirer plus de 650 000 €.
Le 18 novembre 2009, la réalisatrice publie son livre, Abus de faiblesse, dans lequel elle relate les menaces de mort qu'il lui aurait adressées, ainsi qu'à son fils, en cas de dépôt de plainte : « Ton fils changera d'avis quand je l'aurai mis à sécher une semaine dans un coffre de voiture », rapporte-t-elle dans ces pages.
Quoi qu'il en soit, à la suite de la plainte de la réalisatrice en avril 2009 et d'une enquête de la BRDA (Brigade de répression de la délinquance astucieuse), Rocancourt est mis en examen le 19 décembre par le juge Muriel Josié pour abus de faiblesse. Pour sa défense, il évoque un prêt non remboursé.
Le 20 décembre 2011, Rocancourt est placé en détention provisoire à la prison de la Santé pour ne pas avoir versé la provision de 300 000 euros fixée par le juge dans le cadre de sa mise en examen pour abus de faiblesse.
Le procès se tient le 17 février 2012. Il y est reconnu coupable d'abus de faiblesse sur Catherine Breillat et la cour le condamne à 16 mois d'emprisonnement dont huit mois ferme assortis d'un contrôle judiciaire, ainsi que d'une amende de 578 000 euros. Compte tenu de la détention provisoire déjà effectuée, il sort libre du tribunal. Il déclare : « On donnera 20 euros par mois pendant 2000 ans ».

### Nouvelle escroquerie
En octobre 2014, Christophe Rocancourt est mis en examen et écroué pour « blanchiment de fraude fiscale », « corruption active et passive », « trafic d’influence » et « exercice illégal de la profession de banquier ». Sur la base d'une enquête de police, il est notamment accusé d'avoir joué de ses relations réelles ou supposées pour procurer des avantages à diverses personnes. Rocancourt aurait ainsi aidé, contre rémunération, des étrangers en situation irrégulière à obtenir des titres de séjour, et aurait également cherché à obtenir de l'argent de certaines personnes en échange de promesses de services, en se vantant de ses relations dans l'administration,. Il est finalement condamné le 6 décembre 2022 à 18 mois de prison à purger sous bracelet électronique ainsi que 30 000 euros d'amende,.
Le Monde note à cette occasion que l'affaire « révèle une réalité sordide, celle d’un homme de 47 ans qui tente de profiter de sa petite notoriété pour gratter ici ou là un billet pour vivre ». Plusieurs autres personnalités, dont l'ancien préfet Christian Prouteau et l'avocat Marcel Ceccaldi, sont également mises en examen dans ce dossier. Les écoutes policières révèlent également que Christophe Rocancourt, qui ne déclare aucun revenu depuis 2012, détiendrait plusieurs comptes bancaires à l'étranger,.

### Affaire du vol de cocaïne au siège de la PJ de Paris
Le 6 février 2015, Christophe Rocancourt est mis en examen puis condamné dans le cadre de l'affaire du vol de cocaïne au siège de la Police judiciaire de Paris (36, quai des Orfèvres).

## Publications
- Moi, Christophe Rocancourt, orphelin, playboy, taulard, éditions Michel Lafon, 2002  (ISBN 2840988267)
- Mes vies, éditions Michel Lafon, 2006[28]  (ISBN 2749904315)
- Arnaques, éditions Michel Lafon, 2007  (ISBN 2749905931)
- L'Évangile selon Max, éditions Flammarion, coll. « Thriller / Noir », 2010  (ISBN 9782081232211)
- Je plaide coupable, éditions l'Archipel, 2013  (ISBN 9782809812268)

## Cinéma
- 2024 : Rocancourt, le film de David Serero[29]

## Télévision

### Documentaires
- « Christophe Rocancourt : orphelin, escroc et playboy », Secrets d'actualité, 31 octobre 2004. (M6)
- « Christophe Rocancourt : l'arnaqueur des stars », Enquêtes criminelles : le magazine des faits divers, 3 février 2010. (W9)
- « Rocancourt : l'arnaqueur des stars », Scandales, 12 juin 2014. (NRJ 12)
- « Christophe Rocancourt : bientôt derrière les barreaux ? » (troisième reportage), 90' faits divers, 20 et 31 janvier 2010. (TMC)
- « Christophe Rocancourt », Imposture(s) : La Genèse (épisode 1), 25 octobre 2017[30]. (Canal+)